# Comatula solaris
Comatula solaris is een haarster uit de familie Comatulidae.
De wetenschappelijke naam van de soort werd in 1816 gepubliceerd door Jean-Baptiste de Lamarck.